# 1910 na política

## Eventos
- 9 de Fevereiro - José Canalejas y Méndez substitui Segismundo Moret y Prendergast como presidente do governo de Espanha.
- 5 de Outubro - instauração da república em Portugal.
- 5 de Outubro - O rei D. Manuel II, acompanhado de sua mãe (D. Amélia) e sua avó (D. Maria Pia), embarcam em fuga, na praia de Ericeira, com destino ao exílio forçado no estrangeiro, para não mais poder voltar.
- 8 de Outubro - Publicados por Afonso Costa vários decretos de cariz anticlerical: expulsão de jesuítas e demais ordens religiosas e encerramentos de conventos.
- 15 de Novembro - O Marechal Hermes Rodrigues da Fonseca substitui Nilo Peçanha na presidência do Brasil.
- 20 de Novembro - No México, é deflagrada a Revolução Mexicana. Liderados por Emiliano Zapata, grupos mexicanos revoltaram-se contra o governo de Porfirio Díaz, El Porfiriato.
- 22 de Novembro - No Rio de Janeiro, é deflagrada a Revolta da Chibata. Liderados pelo marinheiro João Cândido, os praças da Marinha do Brasil sublevaram-se contra os castigos físicos e contras as péssimas condições de trabalho.
- 26 de Novembro - Terminada a Revolta da Chibata, levando à prisão 600 participantes e ao exílio, na Ilha das Cobras, 18 líderes.
- 6 de Dezembro - Decreto de Brito Camacho reconhecendo o direito à greve e ao lock-out.
- 10 de Dezembro - Declarado Estado de sítio no Brasil por ordem do presidente Hermes da Fonseca.

## Nascimentos
| Data           | Nome                                   | Profissão                                                                 | Nacionalidade | Observações | Ref |
| -------------- | -------------------------------------- | ------------------------------------------------------------------------- | ------------- | ----------- | --- |
| 4 de março     | Tancredo Neves                         | eleito Presidente do Brasil em 1985, não chegou a tomar posse, por doença | Brasil        | m. 1985     |     |
| 15 de março    | Carlos Alberto Alves de Carvalho Pinto | político                                                                  | Brasil        | m. 1987     |     |
| 27 de abril    | Ranieri Mazzilli                       | político                                                                  | Brasil        | m. 1975     |     |
| 26 de maio     | Adolfo López Mateos                    | presidente do México de 1958 a 1964                                       | México        | m. 1968     |     |
| 15 de junho    | Suleiman Frangieh                      | presidente do Líbano de 1970 a 1976                                       | Líbano        | m. 1992     |     |
| 23 de agosto   | José María Guido                       | presidente da Argentina de 1962 a 1963                                    | Argentina     | m. 1975     |     |
| 3 de setembro  | Maurice Papon                          | oficial do Governo Francês de Vichy, colaboracionista do Regime Nazi      | França        | m. 2007     |     |
| 28 de setembro | Diosdado Macapagal                     | presidente das Filipinas de 1961 a 1965                                   | Filipinas     | m. 1997     |     |
| 7 de dezembro  | Cid Sampaio                            | governador, senador e deputado federal de Pernambuco                      | Brasil        | m. 2010     |     |
| 14 de dezembro | Óscar Osorio                           | presidente de El Salvador de 1950 a 1956                                  | El Salvador   | m. 1969     |     |

## Mortes
| Data           | Nome                 | Profissão                          | Nacionalidade | Observações | Ref |
| -------------- | -------------------- | ---------------------------------- | ------------- | ----------- | --- |
| 4 de Fevereiro | Giovanni Passannante | anarquista                         | Itália        | n. 1849     |     |
| 1 de maio      | Nord Alexis          | presidente do Haiti de 1902 a 1908 | Haiti         | n. 1820     |     |